# Seasons change / Se mivuoi
Seasons change è una canzone del rapper americano The Alchemist pubblicata nel 2024 su campionamento totale del brano italiano Se mi vuoi, composto da Carla Vistarini e Tony Cicco, interpretato dallo stesso Tony con lo pseudonimo di Cico e pubblicato nel 1974 su etichetta CBS e incluso nell'album Notte prodotto da Gianni Boncompagni e arrangiato da Paolo Ormi.